# Tragedia del Estadio Nacional del Perú
La tragedia del Estadio Nacional del Perú fue un suceso ocurrido el 24 de mayo de 1964 en el Estadio Nacional de Lima (Perú), que provocó la muerte de 328 personas y 500 resultaron heridas. Es considerada como la mayor tragedia en un estadio de fútbol de todos los tiempos.

## Historia
El 24 de mayo de 1964 se enfrentaban Perú y Argentina en la  final clasificatoria para las Olimpiadas de Tokio. Aquel día se jugó en un Estadio Nacional repleto, con una asistencia oficial de 47 197 espectadores. El seleccionado de Argentina ganaba uno a cero; cuando faltaban seis minutos para el final del partido, el peruano Víctor “Kilo” Lobatón con el defensa argentino Morales disputaron el balón y en una discutida jugada Perú marcó el empate a uno. Sin embargo el árbitro uruguayo, Ángel Eduardo Pazos Bianchi, anuló el gol del empate. La decisión provocó un estallido de rabia, y varios aficionados saltaron al campo para agredir al árbitro. Los policías soltaron a los perros, que se abalanzaron sobre los seguidores locales. 
Esta imagen provocó un ataque de ira colectiva y las aficiones de ambas nacionalidades empezaron una pelea a palos y navajazos. La policía peruana, desbordada por la batalla campal que se había formado en las tribunas, intentó sin éxito detener los disturbios y empeoró la situación arrojando gases lacrimógenos, lo que provocó la estampida de cientos de aficionados tratando de huir. Las puertas de la tribuna norte del estadio estaban cerradas, imposibilitando la salida de la gente. Se supo después que las puertas habían sido cerradas por la policía, en su intento de que los espectadores se calmaran y regresaran a sus asientos. Esta tragedia se saldó oficialmente con un total de 328 muertos, entre los que se contaron muchos niños y ancianos.
El árbitro dejó Lima la madrugada del 25 de mayo, a la 1:45 a. m. 'El gol estuvo mal anulado. Incluso él ya estaba corriendo a la media cancha para cobrarlo. Pero Perfumo le reclamó airadamente y Pazos dio marcha atrás', cuenta el peruano La Rosa, quien confiesa que en ese momento le faltó sapiencia al equipo local. Y fue entonces cuando Víctor Melacio Vásquez, el 'Negro Bomba', encontró el recoveco entre la malla de protección y saltó a la cancha. No avanzó mucho antes de que la policía lo contuviera. Vásquez fue apresado dos días después. Edilberto Cuenca, el segundo hincha en entrar a la cancha, fue golpeado y mordido por los perros. 
'Yo ordené lanzar bombas lacrimógenas a las tribunas. No puedo precisar cuántas. Nunca imaginé las nefastas consecuencias', diría más tarde el comandante de la policía Jorge de Azambuja, quien sería marcado como el culpable siete años después, en septiembre de 1971.
Finalmente, el encuentro se suspendió, dándole la victoria a Argentina 0-1. El campeonato preolímpico terminó suspendido. Al momento de esta suspensión, Argentina se encontraba en el primer puesto de la tabla de posiciones. Al suspenderse el torneo, se dirimió otorgarle el título de campeón a Argentina y por ende, el cupo clasificatorio a los Juegos.

## Consecuencias del incidente
En ese mismo día se desbordó un comportamiento vandálico por toda Lima. Cientos de personas que lograron salir del estadio ilesas se enfurecieron y empezaron a saquear comercios, a destrozar viviendas y restaurantes, incluso asesinaron a golpes a dos policías que patrullaban por las cercanías del estadio, a quienes culparon de la horrible situación que se produjo y llegaron a incendiar una fábrica de neumáticos. Los aficionados atacaron a varios patrulleros policiales hiriendo a sus ocupantes. A raíz de este incidente, se tuvo que reducir la capacidad del Coloso Nacional de 53 000 a 45 000 espectadores. La ausencia de un adecuado sistema de evacuación y un sistema de emergencia acorde con la capacidad humana del estadio en aquellos años ocasionó estas dolorosas pérdidas. 
El informe del hospital limeño Dos de Mayo indicó que el 90% de las víctimas murieron por asfixia, el resto lo hizo por diferentes tipos de traumatismo. El informe que presentó el juez Benjamín Castañeda, quien estuvo a cargo de la investigación, concluyó que hubo 'una siniestra conjura para avasallar al pueblo con un trasfondo que debe ser investigado', por lo que fue anulado por el gobierno. El periodista Jorge Salazar en su libro La ópera de los fantasmas afirma que hubo mucho más muertos que la cifra oficial y no por asfixia, sino por disparos. Los cadáveres habrían sido desaparecidos en una fosa común en el Callao, indica el libro. Sin embargo, el dato de este libro es incierto.
Finalmente, Perú tras perder, clasificó para un repechaje ante Brasil, en Río de Janeiro. Brasil triunfó 4-0 y se clasificó a los Juegos Olímpicos de Tokio 1964.